# 昼メシくん
昼メシくん（ひるめしくん、1973年 - ）は、日本のお笑い芸人。吉本興業所属。

## プロフィール
- 身長167cm、血液型A型。
- 東京NSC9期生。
- 2006年、鳥取県境港市で行われた『妖怪そっくりコンテスト』に子泣き爺で出場し、特別賞（境港市長賞）を受賞した。
- 2009年、BSジャパンの番組『少年タカトシ』で行なわれた「タカ軍団」オーディションに合格し、同番組にレギュラー出演する。

## 芸風
- ○○だと思っていたものが実は妖怪だったことに気づき、「あ！○○○○（○○○○の中には妖怪の名前）」といった後、ブリッジに「へっへへーい、へっへへーい、へーいへーいへーい。」（または「ぺったらぺたらこ」など）という芸風。衣装は子泣き爺風のもので、赤い前掛けの中には「○の中に昼」の字が入っている。
- トークでは普通の言葉を途中まで言いかけて、間を置いてから妖怪キャラに合ったフレーズに言い直す事が多い（例:「NSC9期…妖怪NSC9期生です」、「今日は電車…荷車で来ました」など）。

## 出演
- 笑いの金メダル（朝日放送）
- 森田一義アワー 笑っていいとも!（フジテレビ　2006年1月16日　「チャンスがアルタ!!金のたまごクラブ」・2012年12月2日　「増刊号・タカ披露宴 余興オーディション」のコーナーに出演）
- どん底（フジテレビ　2006年10月17日）
- ハロー!モーニング。（テレビ東京 2006年7月2日 8月13日 8月27日）
- 少年タカトシ（BSジャパン レギュラー出演）
- PLAY!AWA'S 〜美と笑いの大お見せ合いパーティ〜（GyaO）
- ピラメキーノ640（テレビ東京　2013年10月8日）